# The Only Thing
The Only Thing, também conhecido como Four Flaming Days (bra: Bodas Reais) é um filme mudo estadunidense de 1925, do gênero drama romântico, dirigido por Jack Conway, e estrelado por Eleanor Boardman e Conrad Nagel. O roteiro de Elinor Glyn foi baseado em seu próprio romance.
Foi o primeiro filme que Jack Conway dirigiu para a Metro-Goldwyn-Mayer, onde permaneceu até sua aposentadoria em 1948. O filme também é notável por apresentar uma jovem Joan Crawford em seu oitavo papel no cinema, desempenhando um papel menor, dessa vez como uma dama de companhia.

## Sinopse
O Duque de Chevenix (Conrad Nagel), um belo e nobre inglês, visita um reino dos Bálcãs e se apaixona perdidamente pela jovem princesa Thyra (Eleanor Boardman), que foi se casar com o Rei (Edward Connelly). Ele decide salvá-la do casamento mesmo contra a vontade da moça, e tão ousado e ardente é seu ato de amor que ela fica prestes a consentir, mas determina que o dever para com o estado deve vir em primeiro lugar. Ocorre uma revolução e o herói, ao descobrir que a morte foi decretada para todos os aristocratas, que são amarrados aos pares e enviados para se afogar em barcaças furadas, continua tentando conquistá-la.

## Elenco
- Eleanor Boardman como Thyra, a princesa de Svendborg
- Conrad Nagel como Duque de Chevenix
- Edward Connelly como Rei da Chekia
- Arthur Edmund Carewe como Gigberto
- Louis Payne como Lorde Charles Vane
- Vera Lewis como Princesa Erek
- Carrie Clark Ward como Princesa Anne
- Constance Wylie como Condessa Arline
- Dale Fuller como Governanta
- Ned Sparks como Gibson
- Mario Carillo como Primeiro Ministro
- David Mir como Kaylkur
- Mary Hawes como Empregada de Thyra
- Michael Pleschkoff como Capitão dos Guardas
- Joan Crawford como Catherine, dama de companhia (não-creditada)
- Tom Tyler como Convidado da Festa (não-creditado)

## Recepção

### Bilheteria
De acordo com os registros da Metro-Goldwyn-Mayer, o filme arrecadou US$ 320.000 mundialmente e US$ 70.000 no exterior, totalizando US$ 390.000 mundialmente. O retorno lucrativo da produção foi de US$ 82.000.

## Preservação
Uma impressão do filme está preservada na coleção filmográfica do Museu George Eastman.